# 1927 (numero)
Millenovecentoventisette (1927) è il numero naturale dopo il 1926 e prima del 1928.

## Proprietà matematiche
- È un numero dispari.
- È un numero composto da 4 divisori: 1, 41, 47, 1927. Poiché la somma dei suoi divisori (escluso il numero stesso) è 89 < 1927, è un numero difettivo.
- È un numero semiprimo.
- È un numero omirpimes.
- È un numero nontotiente in quanto dispari e diverso da 1.
- È un numero palindromo e un numero ondulante nel sistema posizionale a base 14 (9B9) e nel sistema numerico esadecimale.
- È un numero congruente.
- È un numero intero privo di quadrati.
- È un numero odioso.
- È parte delle terne pitagoriche (264, 1927, 1945), (423, 1880, 1927), (1927, 39480, 39527), (1927, 45264, 45305), (1927, 1856664, 1856665).

## Astronomia
- 1927 Suvanto è un asteroide della fascia principale del sistema solare.

## Astronautica
- Cosmos 1927 è un satellite artificiale russo.